# Seznam občin italijanske dežele Apulija
V seznamu so naštete občine šestih pokrajin italijanski dežele Apulija v izvirni italijanski obliki.

## Pokrajina Bari
A
Acquaviva delle Fonti - Adelfia - Alberobello - Altamura - Andria
B
Bari - Barletta - Binetto - Bisceglie - Bitetto - Bitonto - Bitritto
C
Canosa di Puglia - Capurso - Casamassima - Cassano delle Murge - Castellana Grotte - Cellamare - Conversano - Corato
G
Gioia del Colle - Giovinazzo - Gravina in Puglia - Grumo Appula
L
Locorotondo
M
Minervino Murge - Modugno - Mola di Bari - Molfetta - Monopoli
N
Noci - Noicattaro
P
Palo del Colle - Poggiorsini - Polignano a Mare - Putignano
R
Rutigliano - Ruvo di Puglia
S
Sammichele di Bari - Sannicandro di Bari - Santeramo in Colle - Spinazzola
T
Terlizzi - Toritto - Trani - Triggiano - Turi
V
Valenzano

## Pokrajina Barletta-Andria-Trani
A
Andria
B
Barletta - Bisceglie
C
Canosa di Puglia
M
Margherita di Savoia - Minervino Murge
S
San Ferdinando di Puglia - Spinazzola
T
Trinitapoli

## Pokrajina Brindisi
B
Brindisi
C
Carovigno - Ceglie Messapica - Cellino San Marco - Cisternino
E
Erchie
F
Fasano - Francavilla Fontana
L
Latiano
M
Mesagne
O
Oria - Ostuni
S
San Donaci - San Michele Salentino - San Pancrazio Salentino - San Pietro Vernotico
T
Torchiarolo - Torre Santa Susanna
V
Villa Castelli

## Pokrajina Foggia
A
Accadia - Alberona - Anzano di Puglia - Apricena - Ascoli Satriano
B
Biccari - Bovino
C
Cagnano Varano - Candela - Carapelle - Carlantino - Carpino - Casalnuovo Monterotaro - Casalvecchio di Puglia - Castelluccio Valmaggiore - Castelluccio dei Sauri - Castelnuovo della Daunia - Celenza Valfortore - Celle di San Vito - Chieuti
D
Deliceto
F
Faeto - Foggia
I
Ischitella - Isole Tremiti
L
Lesina - Lucera
M
Manfredonia - Margherita di Savoia - Mattinata - Monte Sant'Angelo - Monteleone di Puglia - Motta Montecorvino
O
Ordona - Orsara di Puglia - Orta Nova
P
Panni - Peschici - Pietramontecorvino - Poggio Imperiale
R
Rignano Garganico - Rocchetta Sant'Antonio - Rodi Garganico - Roseto Valfortore
S
San Ferdinando di Puglia - San Giovanni Rotondo - San Marco in Lamis - San Marco la Catola - San Nicandro Garganico - San Paolo di Civitate - San Severo - Sant'Agata di Puglia - Serracapriola - Stornara - Stornarella
T
Torremaggiore - Trinitapoli - Troia
V
Vico del Gargano - Vieste - Volturara Appula - Volturino
Z
Zapponeta

## Pokrajina Lecce
A
Acquarica del Capo - Alessano - Alezio - Alliste - Andrano - Aradeo - Arnesano
B
Bagnolo del Salento - Botrugno
C
Calimera - Campi Salentina - Cannole - Caprarica di Lecce - Carmiano - Carpignano Salentino - Casarano - Castri di Lecce - Castrignano de' Greci - Castrignano del Capo - Castro - Cavallino - Collepasso - Copertino - Corigliano d'Otranto - Corsano - Cursi - Cutrofiano
D
Diso
G
Gagliano del Capo - Galatina - Galatone - Gallipoli - Giuggianello - Giurdignano - Guagnano
L
Lecce - Lequile - Leverano - Lizzanello
M
Maglie - Martano - Martignano - Matino - Melendugno - Melissano - Melpignano - Miggiano - Minervino di Lecce - Monteroni di Lecce - Montesano Salentino - Morciano di Leuca - Muro Leccese
N
Nardò - Neviano - Nociglia - Novoli
O
Ortelle - Otranto
P
Palmariggi - Parabita - Patù - Poggiardo - Porto Cesareo - Presicce
R
Racale - Ruffano
S
Salice Salentino - Salve - San Cassiano - San Cesario di Lecce - San Donato di Lecce - San Pietro in Lama - Sanarica - Sannicola - Santa Cesarea Terme - Scorrano - Seclì - Sogliano Cavour - Soleto - Specchia - Spongano - Squinzano -
Sternatia - Supersano - Surano - Surbo
T
Taurisano - Taviano - Tiggiano - Trepuzzi - Tricase - Tuglie
U
Ugento - Uggiano la Chiesa
V
Veglie - Vernole
Z
Zollino

## Pokrajina Taranto
A
Avetrana
C
Carosino - Castellaneta - Crispiano
F
Faggiano - Fragagnano
G
Ginosa - Grottaglie
L
Laterza Leporano - Lizzano
M
Manduria - Martina Franca - Maruggio - Massafra - Monteiasi - Montemesola - Monteparano - Mottola
P
Palagianello - Palagiano - Pulsano
R
Roccaforzata
S
San Giorgio Ionico - San Marzano di San Giuseppe - Sava - Statte
T
Taranto - Torricella